# Eparquía de Sidón de los maronitas
La eparquía de Sidón de los maronitas (en latín: Eparchia Sidoniensis Maronitarum y en árabe: أبرشية صيدا الكاثوليكية المارونية‎) es una circunscripción eclesiástica de la Iglesia católica en Líbano. Se trata de una eparquía maronita, inmediatamente sujeta al patriarcado de Antioquía de los maronitas. Desde el 17 de junio de 2017 su eparca es Maroun Ammar.

## Territorio y organización
La eparquía extiende su jurisdicción sobre los fieles católicos de rito antioqueno maronita residentes en los distritos de Sidón (de la gobernación de Líbano Sur) y Bint Jbeil (de la gobernación de Nabatiye).
La sede de la eparquía se encuentra en la ciudad de Sidón, en donde se halla la Catedral de San Elías.
En 2021 en la eparquía existían 83 parroquias.

## Historia
La presencia de obispos maronitas en Tiro, junto con Sidón, se remonta a los albores de la Iglesia maronita en el siglo XVI. La Iglesia maronita no estaba dividida en diócesis hasta que el 30 de septiembre de 1736 se realizó el Sínodo del Monte Líbano en el monasterio de Nuestra Señora en Louaizeh, en el cual se decidió —siguiendo las decisiones del Concilio de Trento (1545-1563)— la erección canónica de 8 diócesis con límites definidos, cada una con un obispo residente y con autoridad. Una de esas diócesis fue la eparquía de Tiro y Sidón con el patriarca como su presidente y que se extendía desde el Chouf en Líbano hasta Haifa en la actual Israel.
Fue la eparquía patriarcal desde 1819 hasta 1837. Desde ese año tuvo un obispo propio y recibió el nombre de Tiro y Sidón, dejando de ser la eparquía patriarcal. En 1866 el obispo Boutros Boustany emitió un decreto que estableció los primeros límites de la eparquía de Tiro y Sidón. El 5 de mayo de 1895 la ciudad de Jerusalén fue separada de la eparquía y convertida en vicariato patriarcal de Tierra Santa. 
El 10 de febrero de 1900 Paul Basbous fue designado obispo de Sidón y Checrallah Khouri, C.M.L. archieparca de la archieparquía de Tiro de los maronitas. En 1906 su territorio fue limitado hasta la frontera libanesa por el papa Pío X, pero a continuación —el 26 de enero de 1906— mediante la bula Supremi apostolatus separó la eparquía de Sidón.

## Estadísticas
Según el Anuario Pontificio 2021 la eparquía tenía a fines de 2020 un total de 40 000 fieles bautizados.
| Año                                                                             | Población            | Población | Población      | Sacerdotes | Sacerdotes    | Sacerdotes    | Bautizados por sacerdote | Diáconos permanentes | Religiosos | Religiosos | Parroquias |
| Año                                                                             | Bautizados católicos | Total     | % de católicos | Total      | Clero secular | Clero regular | Bautizados por sacerdote | Diáconos permanentes | Varones    | Mujeres    | Parroquias |
| ------------------------------------------------------------------------------- | -------------------- | --------- | -------------- | ---------- | ------------- | ------------- | ------------------------ | -------------------- | ---------- | ---------- | ---------- |
| 1950                                                                            | 55 000               | 220 000   | 25.0           | 92         | 70            | 22            | 597                      |                      | 32         | 4          | 99         |
| 1970                                                                            | 101 845              | 432 443   | 23.6           | 91         | 61            | 30            | 1119                     |                      | 33         | 131        | 107        |
| 1980                                                                            | 89 300               | ?         | ?              | 61         | 40            | 21            | 1463                     |                      | 28         | 90         | 96         |
| 1990                                                                            | 96 000               | ?         | ?              | 44         | 26            | 18            | 2181                     |                      | 18         | 62         | 127        |
| 1999                                                                            | 65 000               | ?         | ?              | 63         | 46            | 17            | 1031                     |                      | 19         | 60         | 94         |
| 2000                                                                            | 80 000               | ?         | ?              | 60         | 42            | 18            | 1333                     |                      | 22         | 38         | 96         |
| 2001                                                                            | 70 000               | ?         | ?              | 73         | 55            | 18            | 958                      |                      | 22         | 60         | 98         |
| 2002                                                                            | 82 000               | ?         | ?              | 67         | 47            | 20            | 1223                     |                      | 27         | 40         | 96         |
| 2003                                                                            | 82 500               | ?         | ?              | 78         | 48            | 30            | 1057                     |                      | 37         | 50         | 96         |
| 2004                                                                            | 83 000               | ?         | ?              | 85         | 55            | 30            | 976                      |                      | 30         | 50         | 96         |
| 2009                                                                            | 75 000               | ?         | ?              | 71         | 54            | 17            | 1056                     |                      | 26         | 60         | 100        |
| 2010                                                                            | 150 000              | ?         | ?              | 67         | 47            | 20            | 2238                     |                      | 21         | 39         | 106        |
| 2014                                                                            | 156 000              | ?         | ?              | 72         | 52            | 20            | 2166                     |                      | 21         | 37         | 104        |
| 2017                                                                            | 151 000              | ?         | ?              | 78         | 55            | 23            | 1935                     |                      | 24         | 51         | 98         |
| 2020                                                                            | 40 000               | ?         | ?              | 75         | 55            | 20            | 533                      |                      | 21         | 40         | 98         |
| Fuente: Catholic-Hierarchy, que a su vez toma los datos del Anuario Pontificio. |                      |           |                |            |               |               |                          |                      |            |            |            |

## Episcopologio
- Youssef Halib el-Akouri † (1626 consagrado-29 de noviembre de 1646 nombrado patriarca de Antioquía)
- Giovanni † (mencionado el 12 de junio de 1673)
- Boutros Ehdeni † (1680-?)
- Gabriele † (mencionado en 1733)
- ...
  - Sede unida a Tiro (1736-1900)
- Paul Basbous † (18 de septiembre de 1900-7 de septiembre de 1918 falleció)[nota 1]
- Agostino Bostani † (23 de febrero de 1919-30 de octubre de 1957 falleció)
- Antoine Pierre Khoraiche † (25 de noviembre de 1957-15 de febrero de 1975 nombrado patriarca de Antioquía)
- Ibrahim Hélou † (12 de julio de 1975-3 de febrero de 1996 falleció)
- Tanios El Khoury † (8 de junio de 1996-28 de diciembre de 2005 retirado)
- Elias Nassar (28 de diciembre de 2005-30 de enero de 2017 renunció)
  - Maroun Ammar (30 de enero de 2017-17 de junio de 2017 nombrado eparca) (administrador apostólico)
- Maroun Ammar, desde el 17 de junio de 2017